# Probreviceps
Probreviceps – rodzaj płazów bezogonowych z rodziny Brevicipitidae.

## Zasięg występowania
Rodzaj obejmuje gatunki występujące w górskich lasach Tanzanii i Zimbabwe; w 2006 i 2008 roku zgłoszono też kilka nieopisanych gatunków z gór Ukuguru i Nguru w Tanzanii.

## Systematyka

### Etymologia
Probreviceps: gr. προ pro „blisko, w pobliżu”; rodzaj Breviceps Merrem, 1820.

### Podział systematyczny
Do rodzaju należą następujące gatunki:
- Probreviceps durirostris Loader, Channing, Menegon & Davenport, 2006
- Probreviceps loveridgei Parker, 1931
- Probreviceps macrodactylus (Nieden, 1926)
- Probreviceps rhodesianus Poynton & Broadley, 1967
- Probreviceps rungwensis Loveridge, 1932
- Probreviceps uluguruensis (Loveridge, 1925)